# Сиверс, Иван Христианович
Ива́н Христиа́нович Си́верс (нем. Georg Joachim Johann Graf von Sievers; 1774 или 1775 — 1843) — генерал-лейтенант русской императорской армии, участник Наполеоновских войн.

## Биография
Родился в 1774 (или 1775) году в семье потомственного дворянина полковника Христиана Сиверса, происходившего из лифляндского дворянского рода.
Его военная карьера началась 22 ноября 1787 года с поступления в кадетский корпус; 27 февраля 1793 года он, получив чин подпоручика, был направлен в Гатчинскую артиллерийскую команду.
Павел I своим указом от 9 ноября 1796 года отделил артиллерию, принадлежавшую к составу Гатчинских войск, в состав лейб-гвардии артиллерийского батальона, в котором капитан И. Х. Сиверс возглавил одну из трёх пеших артиллерийских рот своего имени. Уже 21 декабря 1797 года он стал полковником, а 4 января 1799 года был произведён в генерал-майоры и назначен шефом 9-го артиллерийского Эйлера батальона (в другом источнике указан артиллерийский полевой батальон). Осенью того же 1799 года он принял участие в Швейцарском походе Суворова в составе корпуса Александра Михайловича Римского-Корсакова.
С 17 марта 1801 года состоял членом артиллерийской экспедиции Военной коллегии. С 14 декабря 1803 был командиром 6-го артиллерийского полка; был командиром 11-й, 12-й и 13-й артиллерийских бригад, а с 1806 года по 1809 год исполнял обязанности начальника артиллерии Молдавской армии.
Во время Отечественной войны 1812 года Сиверс был начальником артиллерии третьей Обсервационной армии, принимал участие в боевых действиях в Волынской губернии.
С 5 июля 1816 года служил начальником артиллерийских гарнизонов Южного округа; 22 августа 1826 года был произведён в генерал-лейтенанты.
Вышел в отставку 23 мая 1831 года с правом носить военную форму и получать полное жалованье.
Переехав по службе в Крым, он приобрёл дом в Севастополе, где и жил после отставки. Там он и скончался в январе 1843 года. Его жена скончалась в декабре того же года, оба супруга похоронены в Севастополе.

## Награды
- Орден Святого Владимира 2-й степени
- Орден Святого Георгия 4-го класса (за 25 лет беспорочной службы в офицерских чинах)
- Орден Святой Анны 1-й степени

## Семья
В 1796 году женился на дочери пекаря Марии Христине (Марии Марковне) (1777—1843).  У них родилось двенадцать детей, пятеро из них дожили до взрослого возраста: 
- Павел (10.09.1797 — ?)
- Александр (1798—1840)
- Вильгельмина (14.03.1801—1862), замужем за Г. А. Польским
- Константин (10.01.1804 — ?)
- Луиза (1805—1898), замужем за П. Ф. Мессером — контр-адмирал с 09.01.1846, командир Севастопольского порта